# Daemon nigrithorax
Daemon nigrithorax là một loài bọ cánh cứng trong họ Ptilodactylidae. Loài này được Pic miêu tả khoa học năm 1913.